# Battaglia di Inessa
La battaglia di Inessa venne combattuta nel 425 a.C., tra Leontini, i loro alleati ateniesi e Siracusa. Gli attici, in un'azione congiunta con nassi, leontini e siculi, assaltarono la cittadella di Inessa. Lo scopo di Atene, venendo una prima volta direttamente in Sicilia, era quello di impedire ai siracusani di continuare la fornitura di grano destinata a Sparta, nel contesto della guerra peloponnesiaca.
Inessa, d'origine sicula, era ubicata nelle vicinanze di altre due cittadelle del medesimo popolo, Kentoripa ed Hybla, nella valle del Simeto alle pendici dell'Etna. Possedeva un'acropoli e una cinta muraria e terreni fertili coltivati a grano.
Era ubicata su un fertile e ampio terrazzo lavico delimitato da un profondo precipizio. Da questa posizione strategica esercitava il controllo del passo dell'Alto-Simeto. Di fronte, a occidente, posta su una collina, era ubicata Kentoripa che controllava il passo del Salso, che portava verso Agyrion, che avrebbe dato i natali a Diodoro Siculo, storico di età ellenistica. A oriente era difesa dall'invalicabile Etna, la più grande montagna della Sicilia.
Per questa condizione di privilegio i siracusani occupavano l'acropoli di Inessa. Ma i Leontini, che controllavano la piana del Simeto la volevono assoggettare. I siculi la volevano liberare, sia perché era una loro città sia per odio nei confronti dei siracusani e suoi alleati che a forza li avevano sottomessi.
I leontini e i siracusani erano entrati in guerra da qualche anno. I leontini inviarono alleati ad Atene perché mandassero una flotta, invocando un'antica alleanza e la stessa origine, infatti anche loro erano di stirpe ionica calcidese.
Alleati dei leontini erano le città calcidesi della Sicilia, Catane e Naxos. Alleate dei siracusani erano tutte le città della Sicilia, di origine dorica ad esclusione di Camarina.
Un esercito ateniese era stato mandato un anno prima. Questi erano arrivati a Reghion, in estate, con venti navi e un esercito, probabilmente composto di 650 opliti, sotto la guida di due generali, Lachete, figlio di Melanopo e Careade figlio di Eufileto. Il vero scopo degli ateniesi era quello di cercare la sottomettere della Sicilia o in ogni caso impedire che da essa arrivasse sostentamento di grano nel Peloponneso. Gli ateniesi subito tentarono di conquistare le isole Eolie, alleate dei siracusani, senza riuscire nell'intento.
Nell'estate successiva furono combattute in Sicilia diverse battaglie in una delle quali fu ucciso lo stratega Careade e il comando di tutto l'esercito passò a Lachete.  Successivamente gli ateniesi e alleati sottomisero Mile e Messene.
In inverno si combatte la guerra per la conquista di Inessa. Le parti che si contrappongono sono i siracusani, che si difendono dentro le mura di Inessa, e l'esercito avversario, composto da ateniesi, leontini e siculi. Kentoripa resta neutrale. Gli ateniesi sono al comando del generale Lachete , figlio di Melanopo. Opliti e cavalieri risalgono la vallata costeggiando il Simeto, riescono a superare Hybla. Inizia l'assedio di Inessa che durerà qualche settimana. Si svolgono diversi scontri tra i soldati nemici. I siracusani si difendono valorosamente. Lachete non riesce ad espugnare la rocca di Inessa e ordina la ritirata.  L'esercito scende per la vallata verso il fiume Simeto. I leontini sono gli ultimi abbandonare il campo di battaglia. Nella ritirata questi vengono attaccati dai soldati siracusani che piombano uscendo dalle mura, in massa. I siracusani uccidono molti leontini  e altri ancora ne fanno fuggire.
Le cittadelle della valle dell'Alto-Simeto saranno coinvolte, qualche anno a seguire, in un altro episodio di guerra, nell'ambito della guerra del Peloponneso, allorquando gli ateniesi costringono Kentoripa a stipulare un'alleanza e nella ritirata, per ripicca, daranno fuoco al grano degli inessei e degli Hiblei.